# To Kill to Live to Kill
To Kill to Live to Kill ist eine Geschichte, die von der dänischen Band Manticora über zwei Konzeptalben zwischen 2018 und 2020 vertont wurde. Die Konzeptalben gehen auf den gleichnamigen Roman des Sängers Lars. F. Larsens zurück.

## Entstehung
Die Band, die bis heute stets nur Konzeptalben herausgebracht hat, hatte bereits 2006 und 2007 mit den Alben The Black Circus Part 1 – Letters und The Black Circus Part 2 – Disclosure eine Geschichte über zwei Tonträger verteilt. Über zehn Jahre später folgten dann die Alben To Kill To Live To Kill (2018) und To Live To Kill To Live (2020). Erstmalig wurde das erzählerische Konzept nicht speziell für das Album entworfen, sondern der dazugehörige Roman von Lars F. Larsen wurde schon im Vorfeld geschrieben und getrennt veröffentlicht. Finanziert wurde die Veröffentlichung des Buchs vollständig über die Crowdfunding-Plattform Kickstarter und es erschien 2018 ausschließlich für den dänischsprachigen Markt in einer Hardcover-Ausgabe. Das Cover des Buchs geht auf das gleiche Artwork von David Troest zurück, welches dann auch für das erste gleichnamige Album verwendet wurde.
Der Aufnahmeprozess für die beiden dazugehörigen Alben gestaltete sich anders als noch beim vorherigen Doppel-Konzeptalbum The Black Circus. Während die Musik für die beiden Alben im The Black Circus-Zyklus schon im Proberaum komplett geschrieben wurde, bevor es an den Aufnahmeprozess der ersten Scheibe ging, gab es zwischen den beiden Scheiben für den To Kill To Live To Kill-Zyklus einen Wechsel im Line-up der Band. Bassist Sebastian Andersen verließ nach dem ersten Teil die Band und musste durch Kasper Gram ersetzt werden, der schon zur Gründungsbesetzung der Band gehörte. Auch hatte die Band nach dem früheren Ausstieg von Schlagzeuger Mads Volf noch kein neues festes Mitglied für dieses Instrument gewinnen können. Daher wurde die Musik im privaten Projektstudio geschrieben und mit einem Drumcomputer vorproduziert. Der Schlagzeuger Lawrence Dinamarca (Carnal Forge) sprang dann für die Aufnahmen der Scheibe To Kill To Live To Kill als Sessionmusiker ein und wurde erst für den Nachfolger To Live To Kill To Live 2020 festes Bandmitglied. Diese Besetzungswechsel sorgten auch dafür, dass zwischen den beiden Alben des Zyklus eine längere Pause lag als bislang.

## Textkonzept
Lars F. Larsen warb für seinen Roman auf Kickstarter mit den Worten „If you liked the movie Saw, you'll definitely like this novel, even if Saw was for nannies. If you liked the novel American Psycho and/or the movie of the same name, you'll probably LOVE To Kill To Live To Kill … even if it makes American Psycho look like a trip to the local kindergarden.“ (deutsch: „Wenn du den Film Saw mochtest, wirst du diesen Roman definitiv lieben, obwohl Saw etwas für Babysitter war. Wenn du den Roman American Psycho und/oder den gleichnamigen Film mochtest, wirst du sicherlich To Kill To Live To Kill LIEBEN … selbst wenn dagegen American Psycho wie ein Ausflug zum örtlichen Kindergarten aussieht.“). Der Vergleich mit den Handlungen von Saw und American Psycho geht auf die Gemeinsamkeiten an drastischen Gewaltdarstellungen, Sadismus und Triebhaftigkeit zurück, die auch in Larsens Geschichte eine große Rolle spielen. Die Geschichte selbst lässt sich allein durch die Songtexte schwer nachvollziehen, da sie nicht zeitsynchron erzählt wird und auch der gemeinsame inhaltliche Rahmen fehlt. Insofern wird das Buch zum verbindenden Teil, der die Texte der beiden Alben in einen Zusammenhang setzt, die nur einzelne Ausschnitte des Buchs repräsentieren. In Rezensionen wurde auch betont, dass die Songs der beiden Alben den unmittelbaren inhaltlichen Zusammenhang nicht benötigen und dadurch auch sehr gut einzeln funktionieren.
Die Texte behandeln mehrere Handlungsstränge aus unterschiedlichen Perspektiven, Zeiten und Orten. Darunter das zeitgenössische Schweden, wo ein Vater den Vergewaltiger seiner Tochter aufspürt und an die Schweine verfüttert, aber auch Rückblicke in das historische Japan und Korea des zweiten Jahrtausends sind Bestandteil der Geschichte.

## Rezeption
In den Rezensionen wird die Klasse der Musik begeistert hervorgehoben. So lässt sich Christian Wilsberg vom Online-Magazin stormbringer.at in der Bewertung des ersten musikalischen Teils zum Satz hinreißen „Musikalisch ist das Ding der Hammer, anders ist es nicht zu sagen“. Er bescheinigt dem ersten echten Song, Echoes Of A Silent Scream, dass dieser „… mit unglaublicher Gewalt nach vorne brescht“ und die „… Grenze zum Thrash Metal nicht nur ankratzt, sondern sprengt“. Zu den Kompositionen auf dieser Scheibe befindet er: „Das ist ganz hohes Niveau im Songwriting, welches man gerade im immer ramschiger werdenden Power Metal-Sektor lange vermisst hat“. Allerdings macht er einen Schwachpunkt bei der Stimme Lars F. Larsensens aus, die nicht mehr das Niveau wie auf den Vorgängeralben erreichen würde.
Auf Powermetal.de hingegen nennt Rezensent Walter Scheurer den Gesang neutraler „prägnant“ und lobt, wie sehr Larsen als Erzähler „… in ausdrucksstarker Manier durch die Geschichte führt“. Auch er betont die hohe Qualität der Musik und hebt hervor, wie gut die „… Instrumentalpassagen den Spannungsaufbau auf gelungene Weise unterstützen“ und bringt „… MANTICORA in Sachen Intensität in die Nähe später Epen des kongenialen Duos Oliva / O'Neill“.
Auch das Onlinemagazin Keep-on-Rockin lobt den ersten Teil als „außergwöhnlich [sic] komplex und durchdacht“. Deren Autor Erich Robbers bewertet Larsens Stimme als „heftigere Variante von Blind Guardian’s Hansi Kürsch“ und zieht für sich das Fazit, dass diese „… erneut ganz hervorragend zum mitunter heftigen ProgMetal der Dänen (passt)“. Die instrumentale Leistung auf dem zweiten Teil lobt er mit den Worten „Fernab von den üblichen Standards liefern die beiden Gitarristen Kristian Larsen und Stefan Johansson einen genialen Job ab und brillieren mit traumhaftem Zusammenspiel und variablen Power-Chords“. Zu den weiteren Qualitätsattributen des zweiten Teils hebt er zudem „die extreme Dynamik“ und „vielschichtige Details“ hervor und schließt mit dem Fazit: „To Live To Kill To Live bringt die zweiteilige Story von Lars F. Larsen, dessen Novelle seit 2018 ebenfalls gekauft werden kann, genial zu Ende und katapultiert Manticora ohne Zweifel mit an die Spitze der aussagekräftigsten und relevantesten ProgMetal Acts aktuell. Muß man haben !! [sic]“.
Für den zweiten Teil des Konzept-Duos erlangten Manticora im Magazin Bleeding4Metal die Höchstnote, nachdem der erste Teil schon mit 9/10 bewertet wurde. Rezensent Opa Steve assoziiert für stilistische Vergleiche die beiden sehr unterschiedlichen Bands Blind Guardian und Keep Of Kalessin und beschreibt die Musik einerseits als „einerseits so unheimlich catchy und auf der anderen Seite sehr anspruchsvoll“. Einflüsse aus dem Black- und Death Metal würden würden zur Bereicherung der Bandbreite genutzt werden, ohne aber in Extremen zu verharren. Sein Fazit zur Scheibe lautet: „Mann, was ein Brecher. An dieser Scheibe ist nichts falsch. Das ist Metal, der einfach durch die Vielseitigkeit des Genres einen perfekten Schusswinkel hat.“

## Buchausgabe
- To Kill To Live To Kill (Lars F. Larsen, 320 Seiten, erschienen im Self-Publishing 2018, ISBN 978-87-999715-1-0)[3]